# Star Trek: Voyager - Elite Force
Star Trek: Voyager - Elite Force è un videogioco pubblicato nel 2000 ispirato alla serie televisiva di fantascienza Star Trek: Voyager, di cui riprende ambientazione e vari personaggi.
Si tratta di uno sparatutto in prima persona ambientato nell'astronave USS Voyager NCC-74656 durante il suo ritorno a casa dal Quadrante Delta.
Il protagonista è il guardiamarina Alexander Munro, che verrà chiamato a far parte di una nuova squadra d'élite, l'Hazard Team.

## Modalità di gioco
Il gioco utilizza il motore grafico di Quake 3 Arena e comprende sia una modalità storia per giocatore singolo che una modalità multiplayer per frenetici deathmatch: ipotetici "addestramenti" all'interno del ponte ologrammi.